# Інграм (Вісконсин)
Інграм (англ. Ingram) — селище (англ. village) в США, в окрузі Раск штату Вісконсин. Населення — 70 осіб (2020).

## Географія
Інграм розташований за координатами 45°30′20″ пн. ш. 90°48′49″ зх. д. / 45.50556° пн. ш. 90.81361° зх. д. (45.505624, -90.813687).  За даними Бюро перепису населення США в 2010 році селище мало площу 2,57 км², уся площа — суходіл.

## Демографія
Згідно з переписом 2010 року, у селищі мешкало 78 осіб у 32 домогосподарствах у складі 21 родини. Густота населення становила 30 осіб/км².  Було 43 помешкання (17/км²).
Расовий склад населення:
| - 98,7 % — білих - 1,3 % — корінних американців |

До двох чи більше рас належало 0,0 %. Частка іспаномовних становила 0,0 % від усіх жителів.
За віковим діапазоном населення розподілялося таким чином: 32,1 % — особи молодші 18 років, 47,4 % — особи у віці 18—64 років, 20,5 % — особи у віці 65 років та старші. Медіана віку мешканця становила 36,0 року. На 100 осіб жіночої статі у селищі припадало 95,0 чоловіків;  на 100 жінок у віці від 18 років та старших — 89,3 чоловіків також старших 18 років.
Середній дохід на одне домашнє господарство  становив 44 027 доларів США (медіана — 40 750), а середній дохід на одну сім'ю — 59 971 долар (медіана — 60 625). За межею бідності перебувало 8,6 % осіб, у тому числі 4,5 % дітей у віці до 18 років та 17,4 % осіб у віці 65 років та старших.
Цивільне працевлаштоване населення становило 31 особа. Основні галузі зайнятості: публічна адміністрація — 29,0 %, виробництво — 25,8 %, освіта, охорона здоров'я та соціальна допомога — 22,6 %.